# Feios
Feios é uma aldeia do município de Vik, no condado de Vestland, na Noruega. A aldeia está localizada na costa sul do Sognefjorden, a cerca de 8 quilômetros (5,0 mi) sudeste da aldeia de Vangsnes e cerca de 17 quilômetros (11 mi) a noroeste da aldeia de Fresvik. A aldeia fica em um vale pequeno e estreito, cercado por grandes montanhas, com o rio Feioselvi atravessando o centro do vale. A Igreja de Feios está localizada na aldeia.
Boa parte da população está envolvida na agricultura, especialmente frutas como maçãs, peras, ameixas, morangos e framboesas em fazendas e jardins da aldeia. Historicamente, a aldeia é famosa por suas belas flores de frutas. O cultivo de frutas diminuiu um pouco nos últimos anos. A criação de gado, ovelhas e cavalos também é feita nas fazendas deste vale.

## História
Feios era uma comunidade isolada do vale até 1971. As pessoas só podiam acessar a vila de barco ao longo do Sognefjorden. Em 1971, uma estrada de Vangsnes para Feios foi concluída, marcando a primeira vez que havia uma conexão rodoviária com a aldeia. Em 1976, a estrada foi concluída de Feios para Fresvik. Historicamente, Feios (e Fresvik) faziam parte do município de Leikanger, uma vez que a parte principal de Leikanger está localizada diretamente ao norte (através do fiorde). Depois que a estrada foi concluída para Feios e Fresvik, a partir do município de Vik, começaram as discussões sobre as fronteiras municipais, pois agora as duas aldeias eram mais facilmente conectadas a Vik do que o passeio de barco de 5 a 10 quilômetros (3,1 a 6,2 mi) pelo imenso Sognefjord. Em 1 de janeiro de 1992, Fresvik, Feios e seus arredores (todos em Leikanger, ao sul do fiorde e a oeste do Aurlandsfjorden) foram transferidos para o município de Vik.